# 1-я кавалерийская дивизия (Италия)
1-я кавалерийская дивизия «Евгений Савойский» (итал. 1ª Divisione Celere «Eugenio di Savoia») — кавалерийское соединение (дивизия) Королевской итальянской армии, участвовавшее во Второй мировой войне, одна из трёх кавалерийских дивизий итальянской армии.
Состояла изначально из двух кавалерийских полков (в каждом были подразделения артиллерии и пулемётчиков), полка берсальеров-велосипедистов, полка артиллерии (гужевой — 75/27 Mod. 1912, механизированной — 75/27 Mod. 1911) и моторизованной группы из 61 лёгких танков типа L3/33 и L6/40. По состоянию на 10 июня 1940 года насчитывала 7 310 человек, 2 154 лошадей, 418 автомобилей, 24 артиллерийских тягача, 539 мотоциклов и 2 500 велосипедов. В дополнение к танкам в распоряжении дивизии были 48 орудий (16 зенитных типа 20/65 Mod. 35, 8 противотанковых типа 47/32 и 24 полевых типа 75/27 Mod. 1912), 249 станковых пулемёта и 172 ручных. Отсутствие эффективного оперативного потенциала по сравнению с механизированными войсками принудило командование использовать дивизию не так широко, как многие остальные. Дивизия получила название в честь военачальника Евгения Савойского, известнейшего представителя Савойского дома.

## Боевой путь
Предшественница 1-й кавалерийской дивизии Фриули. 17 апреля 1930 образована в Удине как 1-я кавалерийская дивизия с 1-м верховным кавалерийским командованием, включавшая в себя полки «Кавальеджери ди Салуццо», «Кавальеджери ди Монферрато» и «Кавальеджери ди Алессандрия», а 15 июня была образована 1-я кавалерийская бригада и включена в эту же дивизию с 1-м полком лёгкой артиллерии. В январе 1933 года кавалерийский полк «Пьемонте Реале Кавалерия» заменила полк «Кавальеджери ди Монферрато» в составе бригады, а 1 января 1934 дивизия с бригадой получили название в честь  Евгения Савойского — «Эудженио ди Савойя». В состав дивизии позднее вошли ещё 11-й полк берсальеров и 1-я группа лёгких танков «Сан-Джусто». С октября 1938 года в дивизии вместо полка «Пьемонте Реале Кавалерия» несёт службу полк «Кавалереджери ди Алессандрия».
Итальянская оккупация Албании проходила с участием 1-й кавалерийской дивизии, а именно 27-го батальона 11-го полка берсальеров. 6 апреля 1939 дивизия вошла в Дуррес. К началу Второй мировой войны дивизия была во Фриули, с июня по август 1940 года была в Спилимберго и Тричезимо. В конце марта 1941 года дивизия вступила на территорию Югославии со стороны местечек Сан-Даниэле-дель-Карсо, Томадьо и Рифемберго. 30 марта дивизия разделилась: 1-й полк конной артиллерии «Принц Евгений Савойский» отправился в Северную Африку, а остальная часть дивизии, от которой осталась только 1-я группа артиллерии, 3 апреля была пополнена кавалерийским полком «Ницца Кавалерия». 13 апреля дивизия вошла на территорию Хорватии, взяв Гробник и Слунь, 18 апреля она вышла к Дрезнику, где перегруппировалась. Далее она взяла Огулин, Сень и Госпич, в мае зачистила Карловац и начала бои с партизанами.
С июля 1941 года 1-я кавалерийская дивизия осталась без артиллерийской поддержки, на основе её артиллерийских частей позднее была создана 3-я кавалерийская дивизия «Принчипе Амедео Дука д'Аоста». В рамках борьбы с партизанами сама же 1-я дивизия участвовала в кровопролитных боях в мае 1943 года за местечке Прелишче, Нетретич, Купа, Гурьячи, а также на железной дороге Загреб—Карловац. С октября она ушла в Далмацию, заняв Шибеник и Водице, где оставалась и в начале 1943 года. К 28 мая дивизия с большим трудом выбила партизан из местечек Чорлево, Данило, Скардона, Билицы и Жута-Локва. Несмотря на свою работу как цельное подразделение, она не подчинялась фактически ни 5-му, ни 18-му армейским корпусам.
8 сентября 1943 состоялась капитуляция Италии: дивизия безуспешно пыталась выбраться в Фиуме, но ей это не позволили сделать ни немцы, ни партизаны. 13 сентября де-факто прекратила своё существование.

## Структура дивизии в 1940 году
- управление
- 11-й берсальерский полк[итал.]
- 12-й кавалерийский полк «Кавальеджери ди Салуццо»
- 14-й кавалерийский полк «Кавальеджери д'Алессандрия»
- 1-й полк конной артиллерии «Принц Евгений Савойский»[итал.]
- 271-я противотанковая рота
- 101-я рота инженеров артиллерии
- 1-я рота инженеров-связистов
- 71-е санитарное отделение
- 10-е хирургическое отделение
- 211-е отделение пулемётчиков
- 91-е отделение запаса
- 1-я группа лёгких танков «Сан Джусто» Carro CV3/33 и L6/40

## Командующие (1934—1943)
- Дивизионный генерал Риккардо Мойцо
- Дивизионный генерал Марио Караччьоло ди Феролето
- Бригадный генерал Умберо Ваккари
- Дивизионный генерал Эмилио Гамерра
- Дивизионный генерал Федерико Феррари-Орси
- Бригадный генерал Нино Соццани
- Бригадный генерал Джузеппе Ломбард
- Дивизионный генерал Чезаре Ломальо